# Rennae Stubbs

Rennae Stubbs (Sídney, 26 de marzo de 1971) es una extenista australiana.
Becada por el Instituto Australiano de Deportes, ha ganado varios torneos Grand Slam en parejas, y representó a Australia en cuatro juegos olímpicos sucesivos: 1996, 2000, 2004, y 2008.
En dobles obtuvo más victorias (60) que cualquier otra tenista australiana, contando desde 1992 hasta su retirada en 2010. En este tiempo tuvo once diferentes parejas de juego. También ganó dos títulos en dobles con parejas masculinas. En el 2001, Stubbs ganó el WTA Tour Championships con su compañera habitual Lisa Raymond y se coronaron como campeonas mundiales de la Federación Internacional de Tenis.
Stubbs fue la segunda jugadora más longeva de la Equipo de Fed Cup de Australia, habiendo jugado 17 años desde 1992, con un récord de 28 victorias, contra 9 derrotas; justo por detrás de Wendy Turnbull (29–8). Se retiró en 2011, con un empate en un partido de Fed Cup contra Italia. Sin embargo, Stubbs volvió al torneo WTA para disputar el Miami Masters con Jill Craybas.